# Aloha protokoll
Az ALOHA protokoll az 1970-es években jött létre a csatornakiosztás problémájának új megoldásaként. A csatornakiosztás azt jelenti, miképp osztják el az adatszóró csatornát a hálózatban lévő felhasználók között. Csatlakoztatták az ARPANET-hez. Két 100 kHz sávszélességű (407,35 illetve 413,475 MHz) rádiós csatornán 9,6 kbit/sec. Az ALOHA-t Hawaii-on tervezte Norman Abramson és munkatársai. Ezt a protokollt elsősorban olyan kényszerből vezérelve tervezték, ami többek között földrajzi eredetű. Hawaii sok kis szigetből tevődik össze, amelyeket nem lehet vezetékekkel összekötni, mint ahogyan azt a szárazföldön tették. A szigetek közötti kapcsolatot földi telepítésű rádiós üzenetszórással oldották meg. 

## Egyszerű ALOHA (pure ALOHA)
A rendszer lényege hogy a felhasználó bármikor adhat, ha van továbbítandó adata. De ha bárki bármikor adhat, akkor valószínű, hogy ütközések lesznek. A küldő azonban figyelheti a csatornát, így meg tudja állapítani hogy a keret tönkrement-e vagy sem. Ha nem lehet a küldést átvitel közben figyelni, akkor nyugtára van szükség. Ha a keret megsérült akkor a küldő újraküld véletlenszerű várakozási idő után. Mikor ütközés jön létre minden csomag megsérül, függetlenül attól hogy milyen mértékben ütköztek a csomagok. Azokat a rendszereket amelyekben a felhasználók közös csatornát használnak és konfliktushelyzetek alakulhatnak ki, azt versenyhelyzetes rendszernek nevezzük.
Egy szabványos keret átviteléhez szükséges időtartamot keretidőnek nevezünk. Egy keret akkor nem szenved ütközést, ha elküldésének első pillanatától kezdve egy keretideig más állomás nem próbálkozik keretküldéssel. Az egyszerű ALOHA elven működő hálózatok maximális kihasználtsága 18%.

## Réselt ALOHA (slotted ALOHA)
A réselt ALOHA képes arra hogy egy egyszerű ALOHA rendszer kapacitását megduplázzák. A módszer lényege, hogy az időt szeletekre osztják, oly módon hogy minden felhasználónál ugyanazok az időintervallum határok pontos helyei-ezt egy szinkronjel segítségével határozzák meg. Az állomások az ütközést azzal detektálják, hogy nem kaptak az üzenetükre nyugtakeretet. Az állomás a következő időszeletben véletlenszerűen kezd adásba (véletlenszerű ideig várakozik), ez csökkenti az ütközés valószínűségét. Előfordulhat a véletlenszerű várakozás miatt az is, hogy egyetlen állomás sem kezdeményez adást. Réselt ALOHA-s rendszerben nem kezdhető küldés bármikor, hanem előbb meg kell várni az időrés kezdetét. Ha véges számú állomást tételezünk fel, akkor a kihasználtság növekedhet. Tisztán egy állomás esetén a csatornakihasználtság 100% is lehet. Réselt ALOHA-s hálózatokban a maximális kihasználtság 37%-os.
A valós rendszerekben jelentősen lehet javítani a műholdról a célállomás felé haladó csatorna kihasználtságát. A lefelé irányuló csatornába kerülő keretek a műholdon rendezhetők. Ha a felfelé irányuló csatorna kihasználtsága 36%, akkor a lefelé irány el tudná látni 2 vételi csatorna továbbítását is. A műholdas rendszerek ezt a lehetőséget általában ki is használják. Természetesen alacsony állomásszám esetén a felfelé irányuló csatorna ennél nagyobb kihasználtságot is létrehozhat. A lefelé irányuló csatorna megfelelő kihasználásához a műholdon tárolókapacitást kell létrehozni. Tároló nélkül, amikor mindkét csatorna eredményesen vett keretet, az egyiket el kellene dobnunk. A korai műholdak energiaellátási problémák miatt nem tartalmaztak memóriát.

## Külső hivatkozások (angol)
- Dynamic Sharing of Radio Spectrum: A Brief History
- http://www.nap.edu/readingroom/books/far/ch7.html
- https://web.archive.org/web/20090208105225/http://laynetworks.com/ALOHA%20PROTOCOL.htm
- http://research.microsoft.com/~gbell/Computer_Structures_Principles_and_Examples/csp0432.htm
- Norman Abramson, Lecture